# Lada 112
O Lada 112 ou VAZ-2112 é a versão hatchback do Lada 110. O Lada 112 foi lançado em 1999 e é um pouco mais moderno e luxuoso do que os Ladas tradicionais. O carro é relativamente popular na Rússia atualmente. Equipado com motores de quatro cilindros em linha de 1,5 a 1,6 litros, com cerca de 90 cv, nas versões de 8 ou 16 válvulas, o Lada 112 podia atingir uma velocidade máxima de 185 km/h e ir de 0 a 100 km/h em 12 segundos. Vinha com uma caixa de câmbio manual de cinco marchas e freios a tambor traseiros. Seu peso varia entre 1.050 e 1.230 kg.
Ele foi retirado da linha de modelos Lada em 2008, com o lançamento do Lada Priora hatchback.

## Variantes
A AvtoVAZ também forneceu uma versão 112 Coupé, com apenas três portas em vez das cinco do modelo básico.

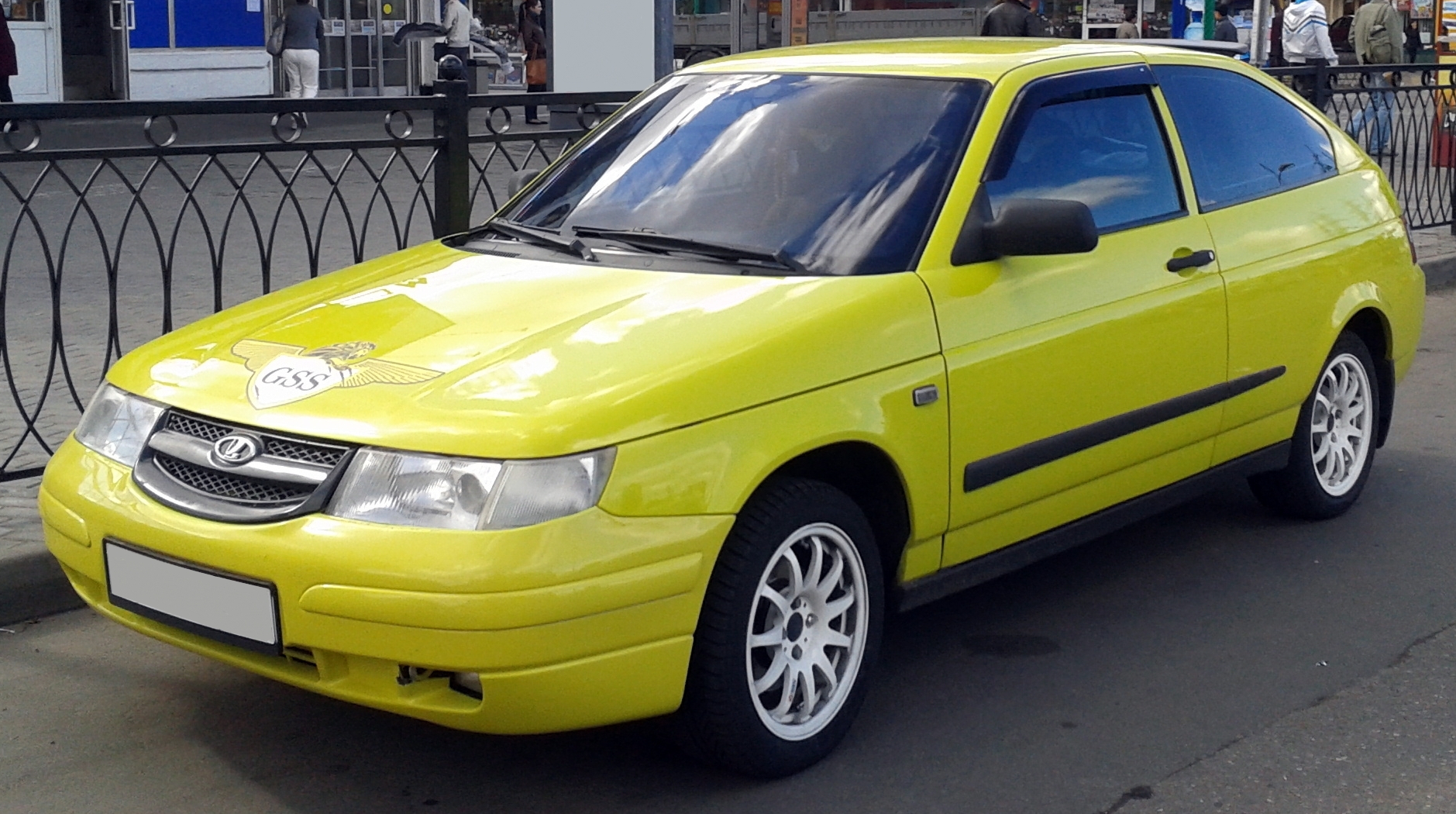
VAZ-21123
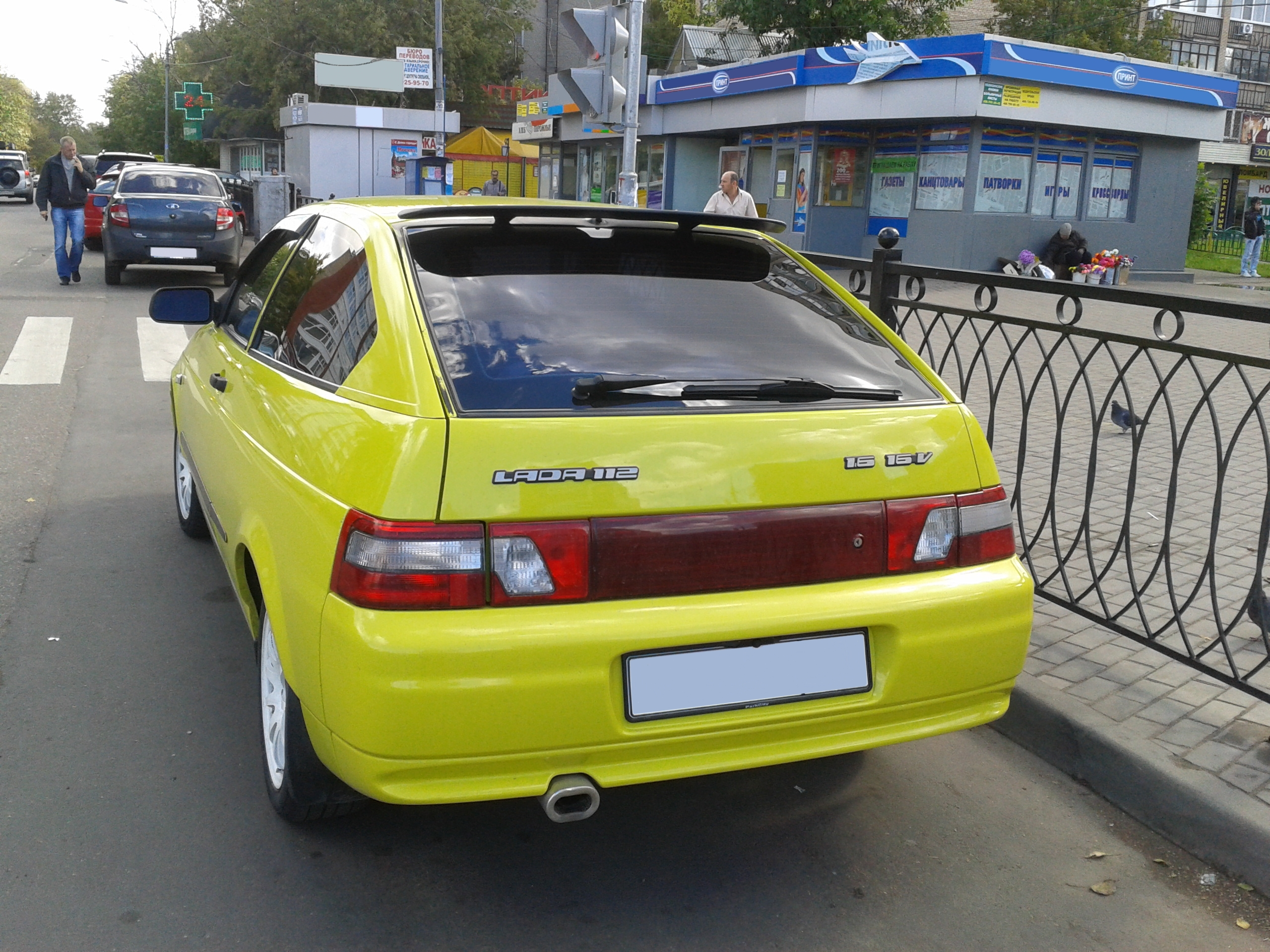
VAZ-21123 (vista traseira)